# Paronychia setacea
Paronychia setacea är en nejlikväxtart som beskrevs av Torr och Gray. Paronychia setacea ingår i släktet prasselörter, och familjen nejlikväxter. Inga underarter finns listade i Catalogue of Life.